# (4386) Lüst
(4386) Lüst ist ein Asteroid des Hauptgürtels, der am 26. September 1960 vom Forscherteam Cornelis Johannes van Houten und Tom Gehrels im Rahmen des Palomar-Leiden-Surveys entdeckt wurde.
Der Asteroid ist nach dem deutschen Astrophysiker Reimar Lüst benannt.